# Isometrus longitelson
Espèce
Isometrus longitelson est une espèce de scorpions de la famille des Buthidae.

## Distribution
Cette espèce est endémique du Tamil Nadu en Inde. Elle se rencontre dans le district de Chengalpattu.

## Description
Le mâle holotype mesure 54,72 mm, les mâles mesurent de 48,72 à 54,72 mm et les femelles de 37,10 à 40,85 mm.

## Systématique et taxinomie
Cette espèce a été décrite par Deshpande, Gowande, Bastawade et Sulakhe en 2022.

## Publication originale
- Deshpande, Gowande, Bastawade & Sulakhe, 2022 : « A new species of Isometrus Ehrenberg, 1828 (Scorpiones: Buthidae) from southeastern plains of Tamil Nadu, India. » Euscorpius, no 353, p. 1-19 (texte intégral).